# VVER
VVER – vodo-vodní energetický reaktor (rusky водо-водяной энергетический реактор, anglicky Water-Water Energetic Reactor) v západním světě často označován jako WWER je typ tlakovodního reaktoru užívaného v jaderných elektrárnách v zemích bývalého východního bloku, zatímco v západní Evropě a USA se pro tento typ reaktoru používá zkratka PWR (Pressurized Water Reactor). Koncepce VVER jsou i reaktory českých jaderných elektráren Dukovany a Temelín.

## Principy
V reaktorech VVER je používán mírně obohacený uran ve formě UO2. Tlaková nádoba reaktoru má tvar válce postaveného na výšku s polokulovitým dnem a víkem. Aktivní zóna je v dolní části nádoby. Nádoba je naplněna lehkou vodou, která slouží jako chladivo i moderátor zároveň. Voda je pod vysokým tlakem (okolo 15 MPa, tj. 150 bar), takže nedochází k jejímu varu. To je důležitý prvek inherentní bezpečnosti. Při případné poruše primárního okruhu, nebo kdyby došlo k varu vody v reaktoru, dojde k úniku moderátoru a tím i téměř úplnému zastavení jaderné reakce.

## Typy

### VVER-440
| Vývojový model | Počet postavených jednotek (ve výstavbě) | Popis                                |
| -------------- | ---------------------------------------- | ------------------------------------ |
| VVER-440/179   | 2                                        | Dva prototypy v Novovoroněži         |
| VVER-440/230   | 12                                       | Sériový VVER-440                     |
| VVER-440/270   | 2                                        | Arménie (vyšší seismická odolnost)   |
| VVER-440/213   | 18                                       | Sériový VVER-440 (nástupce 230)      |
| VVER-440/213+  | 1 (+1)                                   | Vychází z 213, Mochovce 3 a 4        |
| VVER-440/213M  | 0                                        | Vývoj 1993, kontejnment              |
| VVER-440/318   | 0                                        | Vývozní model, kontejnment           |
| VVER-440/356   | 0                                        | Zamýšleno pro 3 a 4. blok JE Loviisa |

#### Typ 230
Vývoj reaktorů VVER začal v Sovětském svazu přibližně v polovině 60. let 20. století. Prvním vývojovým typem byl VVER-440 typ 230. Bezpečnostní koncepce tohoto typu reaktoru byla na stejné úrovni jako západní běžně montované typy BWR. Největší projektová havárie, kterou měl tento typ reaktoru bezpečně zvládnout, byl pouze vznik trhliny o průměru 32 mm kdekoliv v primárním okruhu. Tato slabina byla kompenzována konzervativním návrhem, který riziko havárie minimalizoval (speciální tvar paliva, nižší zatížení všech komponent). V průběhu provozu byly tyto elektrárny modernizovány a jejich provoz zpřísněn. Přes známá rizika bylo postaveno 14 bloků elektráren s tímto reaktorem. Byly to: 3. a 4. blok JE Novovoroněž, 1. a 2. blok JE Kola, 4 bloky JE Greifswald, 4 bloky JE Kozloduj a jako poslední 2 bloky JE V-1 Jaslovské Bohunice. Většina těchto elektráren je již odstavena a k žádné havárii nedošlo i přesto, že JE Kozloduj absolvovala v roce 1977 zemětřesení o síle 7 stupňů.
Bloky v Jaslovsko-Bohunické elektrárně V1 se nyní připravují k likvidaci, první blok byl odstaven v roce 2006 a druhý blok ukončil provoz v roce 2008.
Posledními fungujícími bloky na bázi konceptu VVER-440 V230 je první dvojblok elektrárny Kola, druhý blok prvního dvojbloku v JE Novoroněž (zde se ale jedná i prototyp, ze kterého vznikl tento vývojový typ) a 2. blok arménské jaderné elektrárny nedaleko města Mecamoru. Obyvatelé v okolí Mecamoru mají strach o svoji budoucnost, neboť elektrárna se nachází v oblasti tektonických zlomů – mimochodem proto byl 1. blok v roce 1988 vyřazen z provozu, byl poškozen po silném zemětřesení. Druhý blok by měl být definitivně odstaven v roce 2036, ale to pouze za předpokladu, že se do té doby začne stavět nový blok, který jej nahradí. Dvojblok v JE Kola prošel značnými nákladnými modernizacemi a jeho provoz splňuje normy IAEA. Plánuje se nahradit ji novými VVER-600, protože elektrárna je významným zdrojem elektrické energie v Murmanské oblasti.

#### Typ 213
Dalším vývojovým typem byl VVER-440 typ 213. Proti předchozímu typu byla výrazně zvýšena bezpečnost podle světových standardů. Při návrhu byla uvažována jako největší projektová havárie prasknutí hlavního potrubí primárního okruhu. Tento typ reaktoru nemá plnohodnotnou tlakovou ochrannou obálku - kontejnment, místo toho je vybaven hermetickým boxem s barbotážním systémem, v němž by v případě havárie došlo ke kondenzaci vzniklé páry a snížení tlaku v ochranné obálce. V projektu jsou několikanásobné systémy nouzového dochlazování pro případ takové havárie.
Okamžité řízení výkonu samotného reaktoru probíhá současně dvojím způsobem – změnou množství paliva v aktivní zóně a změnou množství pohlcovače neutronů. V reaktoru jsou zvláštní kazety poháněné výkonnými elektromotory, kdy jejich spodní část je vyplněna palivem a horní část pohlcovačem neutronů. V případě nouzového odstavení kazety volným pádem spadnou až na dno kanálu (kde se nachází tlumič pádu), čímž dojde ke snížení množství paliva v aktivní zóně a zároveň k zastavení reakce pohlcením štěpných neutronů. Dlouhodobé řízení výkonu a zastavení reakce během výměny paliva, je zajištěno změnou koncentrace kyseliny trihydrogenborité s 10B ve vodě primárního okruhu. Jedná se současně i o možnost havarijního odstavení, které je ale mnohem pomalejší než pomocí řídicích kazet.
VVER-440 typ 213 je jeden z nejrozšířenějších typů tlakovodního reaktoru v Evropě. Nachází se např. v elektrárně Dukovany (2 dvoubloky - 4 reaktory), Mochovce (2 dvoubloky - 4 reaktory), Jaslovské Bohunice V2 (1 dvoublok- 2 reaktory), JE Loviisa (dva samostatné bloky s kontejnmentem), JE Paks a další. Stále jsou používány dvě turbíny na jeden výrobní blok. Stejného typu byly i plánované 4 bloky v druhé polovině východoněmecké jaderné elektrárny Greifswald (Lubmin, Nord), přičemž pouze první z nich byl v roce 1989 dostavěn a spuštěn do fáze fyzikálních testů. Další blok 6 byl pouze dostavěn a nikdy nespuštěn, u bloků 7 a 8 nebyly dokončeny ani stavební práce. V Německu odstavení této obrovské a celkem osmiblokové elektrárny vysvětlili tím, že bloky nejsou bezpečné a jejich úprava by stála mnoho financí - z dnešního hlediska šlo pouze o odstavení, vynucené politickým tlakem západního bloku, tzv. "desovětizace".
V současné době se dostavují další dva bloky ve slovenských Mochovcích, kde byla stavba utlumena v roce 1992 pro nedostatek financí. Ve finálním stavu bude tento komplex patřit k nejbezpečnějším blokům VVER-440 s reaktorem vývojového typu 213. 3. blok byl spuštěn v roce 2023.
Palivový cyklus reaktorů VVER-440 byl původně tříletý – to znamená, že každých dvanáct měsíců je vyměněna třetina paliva. Současný palivový cyklus (2015) s modernizovaným palivem je pětiletý a v reaktorech se mění každoročně pouhá jedna pětina kazet. Výrobní bloky s voroněžskými tlakovodními reaktory typu VVER-440 V 213 jsou však schopny zvládnout bezpečně větší výkon, než je jejich nominální (440 MWe). Výkon lze postupnými úpravami zvýšit až na 510 MWe, takovými úpravami prošla finská JE Loviisa. Tyto úpravy zahrnují zvýšení tepelného výkonu reaktoru z původních 1375 MWt na 1485 MWt (108 %) což bylo umožněno použitím novějšího paliva v kombinaci s lepším řídicím systémem a dalšími vylepšeními na sekundárním okruhu včetně turbosoustrojí, která jsou zodpovědná za zbývající nárůst o 5–7 % (500–510 MWe). K takovým úpravám došlo na mnoha elektrárnách (mj. i v Dukovanech) k optimalizaci vyšším obohacením paliva, lepším rozmístěním kazet a dalším zlepšením k prodloužení cyklu na 4, resp. 5 let. Dochází tak nejen k úspoře paliva, ale i ke zvýšení výkonu. Reaktory v Dukovanech tak nyní po úpravách vyrábí 510 MWe. Celkový dosažitelný výkon Dukovanské elektrárny tak činí 2040 MWe.
Palivo do většiny bloků VVER v Evropě dodávají společnosti TVEL nebo Westinghouse Electric Company.

#### Typ 318
Nejpokročilejší verze reaktoru VVER-440. Šlo o výhradně exportní variantu tohoto reaktoru, která již zahrnovala plnohodnotný železobetonový kontejnment a další prvky pasivní i aktivní ochrany. Celkem bylo plánováno postavit tyto reaktory minimálně ve čtyřech lokalitách. Známé jsou Juragua (Kuba), Irák, Sýrie, a Sirte (Libye).

### VVER-500
Vývoj reaktoru VVER-500 započal společně s VVER-1000. Jediný rozdíl spočíval v počtu smyček v primárním okruhu. Zatímco VVER-1000 má 4, VVER-500 měl mít pouze 2. Komponenty jako víko reaktoru měly být totožné s VVER-1000, což mělo usnadnit a zlevnit výrobu. Samotná tlaková nádoba byla téměř identická, pouze s rozdílem, že VVER-1000 má 8 otvorů pro sekundární okruh a VVER-500 měl mít 4. K sériové výrobě nikdy nedošlo a to z důvodu, že na konci 80. let měl větší prioritu vývoj reaktorů 3. generace, jako například VVER-1000/392.
Reaktory tohoto typu bylo plánováno postavit i v Československu, kde by jej vyrobila Škoda JS. Mimo toho v SSSR, Rumunsku, NDR. Doprava měla být zajištěna po železnici, stejně jako u VVER-1000.

### VVER-600
VVER-600 (V-498) je menší verzí reaktoru VVER-1200 o polovičním výkonu, kterého bylo dosaženo snížením počtu smyček ze 4 na 2. Novějším vývojem je VVER-S-600. Trojice reaktorů tohoto typu je schválena pro použití v Kolské jaderné elektrárně II.

### VVER-640
VVER-640 je vývoj reaktoru VVER-440 a používá komponenty VVER-1000. Disponuje čtyřmi smyčkami a identickou tlakovou nádobou, jako VVER-1000, což ho činí neekonomickým. Existovaly plány na jeho výstavbu v Severní Koreji, Kazachstánu, Íránu a Rusku.

### VVER-900
VVER-900 byl návrh od plzeňské Škodovky z 80. let, který zahrnoval snížení počtu smyček reaktoru VVER-1000 ze čtyř na tři, což se ztrátou pouhých 100 MW činilo VVER-1000 ekonomičtějším. Znamenalo by to mnohem vyšší účinnost parogenerátorů. Sovětský svaz však zůstal u sudých počtů smyček. Reaktor mohl být modulární ve smyslu možností přidání nebo odebrání jedné smyčky, což by dalo za vznik reaktorů o výkonu asi 600 a 1200 MW.

### VVER-1000
| Vývojový model   | Počet postavených jednotek (ve výstavbě) | Popis                                                                |
| ---------------- | ---------------------------------------- | -------------------------------------------------------------------- |
| VVER-1000/187    | 1                                        | Prototyp v Novovoroněži, první VVER-1000                             |
| VVER-1000/302    | 1                                        | Předchůdce 338                                                       |
| VVER-1000/338    | 3                                        | Náhrada za 302, kvůli chybnému výpočtu potřebných regulačních tyčí   |
| VVER-1000/320    | 25 (+1)                                  | Sériový VVER-1000 (velká série)                                      |
| VVER-1000/341    | 0                                        | Zamýšleno pro 3. blok Loviisa                                        |
| VVER-1000/392    | 0                                        | Sériový model, nástupce VVER-1000/320 s úpravami, seismická odolnost |
| VVER-1000/392B   | 0                                        | Založeno na 320 a 392, modernizovaný kontejnment                     |
| VVER-1000/410    | 0                                        | Založeno na 392                                                      |
| VVER-1000/412    | 2                                        | Indie, založeno na 392                                               |
| VVER-1000/412M   | 0 (+4)                                   | Indie, založeno na 392 a 412                                         |
| VVER-1000/413    | 0                                        | Zamýšleno pro 3. blok Loviisa                                        |
| VVER-1000/428(M) | 4                                        | Čína                                                                 |
| VVER-1000/446    | 1                                        | VVER-1000 zabudovaný v německém kontejnmentu, Írán                   |
| VVER-1000/466    | 0                                        | AES-91/99, sériový model                                             |
| VVER-1000/466B   | 0                                        | Zamýšleno pro Belene v roce 2008 jako náhrada za 320                 |
| VVER-1000/511    | 0                                        | Založeno na VVER-TOI, potenciální projekt                            |
| VVER-1000/528    | (+2)                                     | Írán                                                                 |

Porovnání šestiúhelníkové aktivní zóny s tlakovodním typem od Westinghouse

Zároveň se stavbou elektráren VVER-440 typ 213 probíhal v SSSR se zpožděním vývoj dalšího typu VVER-1000. První zkušební blok VVER-1000 typ V-187 se stal pátým blokem JE Novovoroněž. Podle zkušeností byly postaveny v SSSR 4 bloky pozměněného typu V-302. Tento typ byl již navržen včetně haly s plnohodnotným kontejnmentem. Maximální projektová havárie, kterou musí reaktor zvládnout bez vlivu na okolí, je prasknutí hlavního potrubí, spojené se zemětřesením a výpadkem vnějšího napájení. Má čtyři smyčky primárního okruhu a v sekundárním okruhu jediný turbogenerátor. Proti typu VVER-440 je výrazně vyšší namáhání aktivní zóny.

##### Typ 320
Vývoj pokračoval a následujícího typu V-320 je i JE Temelín. Celkový tepelný výkon reaktoru je 3000 MWt s hrubým výkonem 1000 MWe.
Typ V-320, tzv. „velká série“ je současně zatím nejčastější typ nejen VVER-1000, ale všech provozovaných VVER bloků. Z tohoto typu se dále odvíjí typ V-392B, který byl určen jako reaktor ve 3. a 4. bloku Chmelnycké JE a 5. a 6. blok Balakovské JE. Dále vznikly V-320DD a V-320I (Zvýšení bezpečnosti v určitých oblastech, jako je například seismická bezpečnost).
Okamžité řízení výkonu reaktoru typu VVER-1000 je oproti VVER-440 zařízeno pouze změnou množství pohlcovače neutronů v aktivní zóně. Pohlcovač neutronů má formu klastrů (souborů 18 řídicích tyčí). Klastry jsou poháněny krokovým elektrickým motorem. V případě havarijního odstavení spadnou volným pádem do aktivní zóny. Dlouhodobé řízení či zastavení reakce během výměny paliva je zajištěno změnou množství kyseliny trihydrogenborité s 10B.
Dalšími vývojovými typy reaktorů VVER jsou nově stavěné bloky v modifikacích VVER-1000 V-392 a VVER-1000 V-466. Podle posledních informací se tyto nové reaktory řadí do třetí, tudíž nejvyspělejší generace. Modifikace V-466B měla být použita pro nově stavěnou bulharskou elektrárnu Belene, určenou k překlenutí energetického nedostatku vzniklého po odstavení prvních čtyř bloků VVER-440 V-230 v Kozloduji.
Podstatným rysem všech nových tlakovodních reaktorů je zjednodušení konstrukce, což vede v důsledku ke zvýšení jak pasivní tak aktivní bezpečnosti. Nové bloky mají zdokonalený kontejnment a vyšší objemy vody v primárním i sekundárním okruhu, což ještě dále snižuje riziko havárie s případným roztavením aktivní zóny.

### VVER-1100
VVER-1100 měl používat vertikální parogenerátory, zcela neobvyklé pro VVER. Blok mohl využívat standardní komponenty VVER-1000, ale výkon by se zvýšil na 1100 MW hrubých. Projekt byl schválen v roce 1990 v Sovětském svazu, jakožto blok nové generace, který měl být základní součástí energetiky první poloviny 21. století. Po roce 1991 byl vývoj zrušen.

### VVER-1200
| Vývojový model | Počet postavených jednotek (ve výstavbě) | Popis                                   |
| -------------- | ---------------------------------------- | --------------------------------------- |
| VVER-1200/392M | 2                                        | Prototypy v Novovoroněži                |
| VVER-1200/466P | 0                                        | Prvotní návrh od Gidropress z roku 2005 |
| VVER-1200/491  | 4 (+5)                                   | Sériový model                           |
| VVER-1200/501  | 0                                        | Dvousmyčková verze                      |
| VVER-1200/508  | 0                                        | MIR.1200, založeno na 491, Škoda JS     |
| VVER-1200/513  | (+4)                                     | Turecko                                 |
| VVER-1200/522  | 0                                        | Finsko                                  |
| VVER-1200/527  | (+2)                                     | Maďarsko                                |
| VVER-1200/529  | (+4)                                     | Egypt                                   |
| VVER-1200/523  | (+2)                                     | Bangladéš                               |

Dalším typem je VVER-1200, označovaný také jako AES-2006. První dva prototypové bloky typu VVER-1200/491 byly postaveny v lokalitě Leningrad II a prototypy typu VVER-1200/392M v Novovoroněžské elektrárně II. Hrubý výkon bloku je 1200 MWe (čistý výkon 1114 MWe, celkový tepelný výkon 3200 MWt) při nákladech kolem 1200 $/kWe. Doba stavby je 4,5 roku (54 měsíců) a projektová doba provozu 60 let s možností 20letého prodloužení.
Elektrárna má zvýšenou úroveň bezpečnosti, díky které se může řadit mezi bloky generace III+. Bylo toho dosaženo použitím nových pasivních bezpečnostních systémů, které jsou schopny fungovat bez dodávky silové elektřiny a bez zásahu obsluhy. Jde například o systém pasivního odvodu tepla z reaktoru přes parogenerátory, který slouží k dlouhodobému dochlazování aktivní zóny. Dále to je pasivní systém rekombinace vodíku, který zamezuje tomu, aby se v kontejnmentu vytvořila výbušná směs vodíku a vzduchu. V případě, že selžou standardní systémy pro zastavení řetězové štěpné reakce, bude použit pasivní systém rychlého vstřikování kyseliny borité do primárního okruhu. A pro případ selhání všech systémů a opatření se pod reaktorem nachází lapač taveniny, který pokud dojde k roztavení paliva a jeho protavení ven z reaktoru, tuto taveniny zachytí a zajistí její bezpečné dlouhodobé chlazení. Další důležitou součástí projektu elektrárny je dvojitý kontejnment, který zabraňuje úniku radioaktivních látek z reaktorového sálu a který chrání primární okruh před vnějšími riziky jako povodeň, tornádo, zemětřesení, exploze nebo pád letadla.
Reaktor VVER-1200 byl jedním z uvažovaných reaktorů pro nové bloky v elektrárně Temelín a patří mezi uvažované technologie pro nové bloky v elektrárně Dukovany.
Z tohoto typu pak vznikl projekt konsorcia MIR.1200 (Modernised International Reactor) určený pro státy Evropské unie. Projekt MIR.1200 je vyvíjen českou společností Škoda JS společně s ruskými firmami Atomstrojexport a Gidropress, které spadají pod Rosatom. 
Reaktory VVER-1200 jsou používány v Rusku (jaderné elektrárny Leningradská II, Novovoroněžská II) i v zahraničí. Spustil se 1. blok Běloruské jaderné elektrárny v Bělorusku a staví se v Turecku (JE Akkuyu) a v Bangladéši (JE Rooppur). Výstavba se připravuje v Maďarsku (JE Paks), v Egyptě (JE El-Dabaa), v Číně (JE Tchien-wan a Sü-ta-pao) a v Uzbekistánu.

### VVER-1300 / VVER-TOI
| Vývojový model | Počet postavených jednotek (ve výstavbě) | Popis                                        |
| -------------- | ---------------------------------------- | -------------------------------------------- |
| VVER-1300/488  | 0                                        | Založeno na AES-2006, plánuje se Novovoroněž |
| VVER-1300/510  | 0                                        | Sériový model, Smolensk                      |
| VVER-1300/510K | (+2)                                     | Referenční dvojice v Kursku                  |

VVER-TOI (Tipovoj Optimizirovannyj Informatizirovannyj) označovaný také jako AES-2010 je typově optimalizovaný pokročilý projekt reaktoru VVER-1300/510 generace 3+ vycházející z typu VVER-1200/392M, který má optimalizovat vlastnosti těchto reaktorů. Plánovaný hrubý výkon je 1255 MWe a životnost 80 let. Důležitým faktorem by mělo být snížení nákladů na stavbu o 20 % oproti 1200/392M a zkrácení doby stavby na 40 měsíců. První dvojice reaktorů tohoto modelu je ve výstavbě v Kurské jaderné elektrárně II.

### VVER-1500
Tento projekt vznikl již v 80. letech jako reakce na vyšší bezpečnost a především ekonomičnost provozu. Jedná se typově o podobný reaktor s VVER-1000, jehož rozměry byly upraveny na hrubý výkon 1500 MWe. V 90. letech však byl tento projekt pozastaven a upřednostněna evoluce VVER-1000, tedy vznik VVER-1200. Práce na VVER-1500 byly obnoveny v roce 2001, ale opět zastaveny v roce 2006.

### VVER-1800
Projekt reaktoru VVER-1800 pochází jako koncept z roku 1985 a měl být vylepšenou verzí VVER-1000 s vylepšenými aktivními i pasivními bezpečnostními prvky. Od roku 2006, kvůli federálnímu energetickému programu z let 2007 až 2015 a 2020, se s touto koncepcí znovu počítá. Koncept počítá s reaktorem se třemi smyčkami a hrubým výkonem 1800 MW.

### VVER-2000
Vývoj VVER-2000 započal souběžně s VVER-1000. Jediný rozdíl mezi těmito dvěma reaktory je větší hustota aktivní zóny a 6 smyček primárního okruhu, namísto 4, jako tomu je u VVER-1000. Tlaková nádoba VVER-2000 měla mít 12 otvorů primárního okruhu, namísto 8, jako u VVER-1000. Vývoj reaktoru VVER-2000 skončil v roce 1990, protože byl příliš výkonný pro většinu lokalit a místo něj byl upřednostněn vývoj VVER-1500.

## Technická specifikace r. 2010
| Parametr                                        | VVER-210 | VVER-365 | VVER-440 | VVER-1000 | VVER-1200   | VVER-TOI |
| ----------------------------------------------- | -------- | -------- | -------- | --------- | ----------- | -------- |
| Tepelný výkon [MW]                              | 760      | 1320     | 1375     | 3000      | 3200        | 3300     |
| Účinnost [%]                                    | 27,6     | 27,6     | 32,0     | 33,0      | >35,0       | -        |
| Tlak páry při vstupu do turbíny [105 Pa]        | 29,0     | 29,0     | 44,0     | 60,0      | -           | -        |
| Tlak v primárním okruhu [105 Pa]                | 100      | 105      | 125      | 160       | -           | -        |
| Teplota vody na vstupu reaktoru [°C]            | 250      | 250      | 269      | 289       | 298,6       | 297,2    |
| Teplota vody na výstupu reaktoru [°C]           | 269      | 275      | 300      | 322       | 329,7       | 328,8    |
| Průměr aktivní zóny [m]                         | 2,88     | 2,88     | 2,88     | 3,12      | -           | -        |
| Výška aktivní zóny [m]                          | 2,50     | 2,50     | 2,50     | 3,50      | -           | -        |
| Průměr palivového proutku (palivo TVEL) [mm]    | 10,2     | 9,1      | 9,1      | 9,1       | -           | -        |
| Počet palivových proutků v kazetě (palivo TVEL) | 90       | 126      | 126      | 312       | 312         | 313      |
| Nakládka uranu [t]                              | 38       | 40       | 42       | 66        | -           | -        |
| Průměrná míra obohacení uranu [%]               | 2,0      | 3,0      | 3,5      | 3,3 — 4,4 | 4,71 - 4,85 | -        |
| Průměrná spotřeba paliva [MW sut / kg]          | 13,0     | 27,0     | 28,6     | 40        | >50         | 54,4     |
| Standardní doba výstavby [měsíců]               | -        | -        | -        | -         | 54          | 40       |
| Projektovaná životnost [let]                    | -        | -        | 30+      | 40+       | 50+         | 60+      |

## Seznam reaktorů
Tabulka s přehledem reaktorů typu VVER. V přehledu jsou pouze elektrárny, jejichž výstavba byla zahájena nebo se tak pravděpodobně brzy stane. V Rusku existují plány na výstavbu dalších několika nových elektráren typu VVER-1200 a VVER-TOI (celkem více než 20 reaktorů), některé z nich nejsou do přehledu zahrnuty (plánovaná realizace po roce 2036). Zahrnuty nejsou ani projekty, které nikdy nebyly zahájeny, nebo byly zrušeny v počáteční fázi - např. Syrská jaderná elektrárna (2x VVER-440).
| Název                | Typ reaktoru                | Zahájení stavby | Připojení k síti | Stav, dodatečné informace                                                                                                   | Čistý výkon (MW) | Hrubý výkon (MW) |
| -------------------- | --------------------------- | --------------- | ---------------- | --- | ---------------- | ---------------- |
| Akkuyu-1             | 1200/513                    | 2018            | 2023             | ve výstavbě | 1114             | 1200             |
| Akkuyu-2             | 1200/513                    | 2019            | 2024             | ve výstavbě | 1114             | 1200             |
| Akkuyu-3             | 1200/513                    | 2021            | 2025             | ve výstavbě | 1114             | 1200             |
| Akkuyu-4             | 1200/513                    | 2022            | 2026             | ve výstavbě | 1114             | 1200             |
| Balakovo-1           | 1000/320                    | 1980            | 1985             | v provozu (licence do roku 2045)                                                                                            | 950              | 1000             |
| Balakovo-2           | 1000/320                    | 1981            | 1987             | v provozu (licence do roku 2047)                                                                                            | 950              | 1000             |
| Balakovo-3           | 1000/320                    | 1982            | 1988             | v provozu (licence do roku 2048)                                                                                            | 950              | 1000             |
| Balakovo-4           | 1000/320                    | 1984            | 1993             | v provozu (licence do roku 2053)                                                                                            | 950              | 1000             |
| Balakovo-5           | 1000/320                    | 1987            | (2010)           | výstavba pozastavena v roce 1993 okolo roku 2000 uvažováno o dostavbě, v roce 2020 uvažováno o dostavbě                     | 950              | 1000             |
| Balakovo-6           | 1000/320                    | 1988            | -                | výstavba pozastavena v roce 1993; okolo roku 2000 uvažováno o dostavbě                                                      | 950              | 1000             |
| Baškortostán-1       | 1000/320                    | 1983            | ?                | stavba zastavena roku 1993; okolo roku 2000 uvažováno o dostavbě                                                            | 950              | 1000             |
| Baškortostán-2       | 1000/320                    | 1983            | ?                | stavba zastavena roku 1993; okolo roku 2000 uvažováno o dostavbě                                                            | 950              | 1000             |
| Baškortostán-3       | 1000/320                    | ?               | ?                | přípravy na stavbu zastaveny roku 1993; okolo roku 2000 uvažováno o dostavbě                                                | 950              | 1000             |
| Baškortostán-4       | 1000/320                    | ?               | ?                | plán na stavbu zrušen roku 1993; okolo roku 2000 uvažováno o dostavbě                                                       | 950              | 1000             |
| Belene-1             | 1000/320, později 1000/466B | 1987            | -                | stavba zastavena v roce 2012, dosavadní technologie odvezena a použita v bloku Kalinin-4                                    | 953              | 1000             |
| Belene-2             | 1000/320, později 1000/466B | 1987            | -                | stavba zastavena v roce 2012, dosavadní technologie odvezena a použita v bloku Kalinin-4                                    | 953              | 1000             |
| Bohunice-1           | 440/230                     | 1972            | 1978             | uzavřena v roce 2006 | 408              | 440              |
| Bohunice-2           | 440/230                     | 1972            | 1980             | uzavřena v roce 2008 | 408              | 440              |
| Bohunice-3           | 440/213                     | 1976            | 1984             | v provozu (plánované uzavření v roce 2044)                                                                                  | 470              | 505              |
| Bohunice-4           | 440/213                     | 1976            | 1985             | v provozu (plánované uzavření v roce 2045)                                                                                  | 470              | 505              |
| Búšehr-1             | 1000/446                    | 1975            | 2011             | původně německý typ Konvoj, poté přehodnocení projektu a přestavba na VVER-1000; v provozu (plánované uzavření v roce 2071) | 915              | 1000             |
| Búšehr-2 (nezahrnut) | (1000/446)                  | 1976            | -                | původně německý typ Konvoj, poté výstavba zrušena                                                                           | 915              | 1000             |
| Búšehr-2             | 1000/528                    | 2018            | ?                | ve výstavbě | 915              | 1000             |
| Búšehr-3             | 1000/528                    | 2019            | ?                | ve výstavbě | 915              | 1000             |
| Búšehr-4             | 1000/528                    | ?               | ?                | navrhnuto | 915              | 1000             |
| Búšehr-5             | 1000/528                    | ?               | ?                | navrhnuto | 915              | 1000             |
| Charkov-1            | 1000/320                    | 1984            | -                | výstavba zastavena v roce 1986, zrušena v roce 1989                                                                         | 900              | 940              |
| Charkov-2            | 1000/320                    | 1984            | -                | výstavba zastavena v roce 1986, zrušena v roce 1989                                                                         | 900              | 940              |
| Čyhyryn-1            | 1000/320                    | 1981            | -                | původně od roku 1977 stavěna jako uhelná elektrárna, v roce 1989 zrušena                                                    | ?                | 1000             |
| Čyhyryn-2            | 1000/320                    | 1981            | -                | původně od roku 1977 stavěna jako uhelná elektrárna, v roce 1989 zrušena                                                    | ?                | 1000             |
| Čyhyryn-3            | 1000/320                    | ?               | -                | v roce 1989 zrušena | ?                | 1000             |
| Čyhyryn-4            | 1000/320                    | ?               | -                | v roce 1989 zrušena | ?                | 1000             |
| Chmelnyckyj-1        | 1000/320                    | 1981            | 1987             | v provozu (plánované uzavření v roce 2047)                                                                                  | 950              | 1000             |
| Chmelnyckyj-2        | 1000/320                    | 1985            | 2004             | v provozu (plánované uzavření v roce 2064)                                                                                  | 950              | 1000             |
| Chmelnyckyj-3        | 1000/320                    | 1986            | (2026)           | stavba zastavena 1990, obnovení výstavby plánováno na rok 2022, posunuto kvůli ruské invazi na Ukrajinu                     | 950              | 1000             |
| Chmelnyckyj-4        | 1000/320                    | 1987            | ?                | stavba zastavena 1990, plánována demolice a výstavba nového bloku                                                           | 950              | 1000             |
| Dukovany-1           | 440/213                     | 1979            | 1985             | v provozu (plánované uzavření v roce 2045); modernizace 2011                                                                | 470              | 500              |
| Dukovany-2           | 440/213                     | 1979            | 1986             | v provozu (plánované uzavření v roce 2046); modernizace 2012                                                                | 470              | 500              |
| Dukovany-3           | 440/213                     | 1979            | 1986             | v provozu (plánované uzavření v roce 2046); modernizace 2009                                                                | 470              | 500              |
| Dukovany-4           | 440/213                     | 1979            | 1987             | v provozu (plánované uzavření v roce 2047); modernizace 2010                                                                | 470              | 500              |
| Džizak-1             | 1200/?                      | ?               | 2028             | podepsána smlouva o výstavbě dvou ruských reaktorů o výkonu 1200 MW                                                         | 1114             | 1200             |
| Džizak-2             | 1200/?                      | ?               | 2029             | podepsána smlouva o výstavbě dvou ruských reaktorů o výkonu 1200 MW                                                         | 1114             | 1200             |
| El-Dabaa-1           | 1200/529                    | 2022            | 2026             | v roce 2017 podepsána smlouva, ve výstavbě                                                                                  | 1114             | 1200             |
| El-Dabaa-2           | 1200/529                    | 2022            | 2027             | v roce 2017 podepsána smlouva, ve výstavbě                                                                                  | 1114             | 1200             |
| El-Dabaa-3           | 1200/529                    | 2023            | 2028             | v roce 2017 podepsána smlouva, ve výstavbě                                                                                  | 1114             | 1200             |
| El-Dabaa-4           | 1200/529                    | 2024            | 2029             | v roce 2017 podepsána smlouva, ve výstavbě                                                                                  | 1114             | 1200             |
| Greifswald-1         | 440/230                     | 1970            | 1973             | uzavřena v roce 1990 | 408              | 440              |
| Greifswald-2         | 440/230                     | 1970            | 1974             | uzavřena v roce 1990 | 408              | 440              |
| Greifswald-3         | 440/230                     | 1972            | 1977             | uzavřena v roce 1990 | 408              | 440              |
| Greifswald-4         | 440/230                     | 1972            | 1979             | uzavřena v roce 1990 | 408              | 440              |
| Greifswald-5         | 440/213                     | 1976            | 1989             | uzavřena v roce 1989 | 408              | 440              |
| Greifswald-6         | 440/213                     | 1976            | -                | uzavřena v roce 1989 (dostavěna, ale nikdy nespuštěna)                                                                      | 408              | 440              |
| Greifswald-7         | 440/213                     | 1978            | -                | výstavba zrušena v roce 1990                                                                                                | 408              | 440              |
| Greifswald-8         | 440/213                     | 1978            | -                | výstavba zrušena v roce 1990                                                                                                | 408              | 440              |
| Hanhikivi-1          | 1200/522                    | (2023)          | -                | výstavba zrušena v roce 2022                                                                                                | 1114             | 1200             |
| Chabarovsk-1         | S-600                       | ?               | 2036             | | ?                | 600              |
| Chabarovsk-2         | S-600                       | ?               | 2039             | | ?                | 600              |
| Jihoukrajinská-1     | 1000/302                    | 1977            | 1982             | v provozu (plánované uzavření v roce 2042)                                                                                  | 950              | 1000             |
| Jihoukrajinská-2     | 1000/338                    | 1979            | 1985             | v provozu (plánované uzavření v roce 2045)                                                                                  | 950              | 1000             |
| Jihoukrajinská-3     | 1000/320                    | 1985            | 1989             | v provozu (plánované uzavření v roce 2049)                                                                                  | 950              | 1000             |
| Jihoukrajinská-4     | 1000/320                    | 1987            | -                | výstavba zrušena v roce 1989, nedostatečné chladicí možnosti                                                                | 950              | 1000             |
| Jordánsko-1          | 1000/412 nebo 392           | (2016)          | (2021)           | 2011 podepsána smlouva , 2018 plán zrušen                                                                                   | ?                | 1000             |
| Jordánsko-2          | 1000/412 nebo 392           | (2020)          | (2025)           | 2011 podepsána smlouva , 2018 plán zrušen                                                                                   | ?                | 1000             |
| Juragua-1            | 440/318                     | 1983            | -                | výstavba zastavena v roce 1992, zrušena 2000                                                                                | 417              | 440              |
| Juragua-2            | 440/318                     | 1985            | -                | výstavba zastavena v roce 1992, zrušena 2000                                                                                | 417              | 440              |
| Juragua-3            | 440/318                     | -               | -                | přípravy na stavbu zrušeny v roce 1992                                                                                      | 408              | 440              |
| Juragua-4            | 440/318                     | -               | -                | přípravy na stavbu zrušeny v roce 1992                                                                                      | 408              | 440              |
| Kalinin-1            | 1000/338                    | 1977            | 1984             | v provozu (licence do roku 2045)                                                                                            | 950              | 1000             |
| Kalinin-2            | 1000/338                    | 1982            | 1986             | v provozu (licence do roku 2046)                                                                                            | 950              | 1000             |
| Kalinin-3            | 1000/320                    | 1985            | 2004             | v provozu (licence do roku 2064)                                                                                            | 950              | 1000             |
| Kalinin-4            | 1000/320                    | 1986            | 2011             | v provozu (licence do roku 2071)                                                                                            | 950              | 1000             |
| Kaliningrad-1        | 1200/491                    | 2012            | ?                | stavba pozastavena, uvažováno o změně projektu                                                                              | 1080             | 1170             |
| Kaliningrad-2        | 1200/491                    | -               | ?                | stavba pozastavena, uvažováno o změně projektu                                                                              | 1080             | 1170             |
| Kola-1               | 440/230                     | 1970            | 1973             | v provozu (licence do roku 2033)                                                                                            | 411              | 440              |
| Kola-2               | 440/230                     | 1973            | 1974             | v provozu (licence do roku 2034)                                                                                            | 411              | 440              |
| Kola-3               | 440/213                     | 1977            | 1981             | v provozu (licence do roku 2041)                                                                                            | 411              | 440              |
| Kola-4               | 440/213                     | 1976            | 1984             | v provozu (licence do roku 2044)                                                                                            | 411              | 440              |
| Kola II-1            | S-600                       | 2028            | 2034             | plánováno | ?                | 600              |
| Kola II-2            | S-600                       | ?               | 2037             | plánováno | ?                | 600              |
| Kola II-3            | S-600                       | ?               | 2040             | plánováno | ?                | 600              |
| Kozloduj-1           | 440/230                     | 1970            | 1974             | uzavřena v roce 2002 | 408              | 440              |
| Kozloduj-2           | 440/230                     | 1970            | 1975             | uzavřena v roce 2002 | 408              | 440              |
| Kozloduj-3           | 440/230                     | 1973            | 1980             | uzavřena v roce 2006 | 408              | 440              |
| Kozloduj-4           | 440/230                     | 1973            | 1982             | uzavřena v roce 2006 | 408              | 440              |
| Kozloduj-5           | 1000/320                    | 1980            | 1987             | v provozu (plánované uzavření v roce 2047)                                                                                  | 953              | 1000             |
| Kozloduj-6           | 1000/320                    | 1982            | 1991             | v provozu (plánované uzavření v roce 2051)                                                                                  | 953              | 1000             |
| Krim-1               | 1000/320                    | 1982            | -                | stavba zastavena roku 1989, v roce 2000 elektrárna zrušena, 2021 zdemolována                                                | 950              | 1000             |
| Krim-2               | 1000/320                    | -               | -                | stavba zastavena roku 1989, v roce 2000 elektrárna zrušena, 2021 zdemolována                                                | 950              | 1000             |
| Krim-3               | 1000/320                    | -               | -                | plán na výstavbu zrušen v roce 1989                                                                                         | 950              | 1000             |
| Krim-4               | 1000/320                    | -               | -                | plán na výstavbu zrušen v roce 1989                                                                                         | 950              | 1000             |
| Kúdankulam-1         | 1000/412                    | 2002            | 2013             | v provozu (plánované uzavření v roce 2073)                                                                                  | 917              | 1000             |
| Kúdankulam-2         | 1000/412                    | 2002            | 2014             | v provozu (plánované uzavření v roce 2074)                                                                                  | 917              | 1000             |
| Kúdankulam-3         | 1000/412M                   | 2017            | 2024             | ve výstavbě | 917              | 1000             |
| Kúdankulam-4         | 1000/412M                   | 2017            | 2025             | ve výstavbě | 917              | 1000             |
| Kúdankulam-5         | 1000/412M                   | 2021            | 2028             | ve výstavbě | 917              | 1000             |
| Kúdankulam-6         | 1000/412M                   | 2021            | 2029             | ve výstavbě | 917              | 1000             |
| Kúdankulam-7         | 1200/?                      | ?               | ?                | navrhnuto | 917              | 1000             |
| Kúdankulam-8         | 1200/?                      | ?               | ?                | navrhnuto | 917              | 1000             |
| Kursk II-1           | 1300/510K                   | 2018            | 2025             | ve výstavbě | 1115             | 1255             |
| Kursk II-2           | 1300/510K                   | 2019            | 2026             | ve výstavbě | 1115             | 1255             |
| Kursk II-3           | 1300/510K                   | ?               | 2031             | plánováno | 1115             | 1255             |
| Kursk II-4           | 1300/510K                   | ?               | 2034             | plánováno | 1115             | 1255             |
| Leningrad II-1       | 1200/491                    | 2008            | 2017             | v provozu (plánované uzavření v roce 2117)                                                                                  | 1085             | 1170             |
| Leningrad II-2       | 1200/491                    | 2009            | 2020             | v provozu (plánované uzavření v roce 2120)                                                                                  | 1085             | 1170             |
| Leningrad II-3       | 1200/491                    | 2024            | 2030             | ve výstavbě | 1150             | 1199             |
| Leningrad II-4       | 1200/491                    | 2025            | 2032             | přípravné práce | 1085             | 1170             |
| Loviisa-1            | 440/311                     | 1971            | 1977             | v provozu (plánované uzavření v roce 2037)                                                                                  | 488              | 510              |
| Loviisa-2            | 440/311                     | 1972            | 1980             | v provozu (plánované uzavření v roce 2040)                                                                                  | 488              | 510              |
| Mecamor-1            | 440/270                     | 1973            | 1979             | uzavřena po zemětřesení v roce 1989 bez možnosti restartu - metalografické testy na parogenerátorech                        | 376              | 408              |
| Mecamor-2            | 440/270                     | 1975            | 1980             | v provozu (uzavřena v roce 1989, znovu spuštěna 1995, plánované odstavení v roce 2036)                                      | 376              | 408              |
| Mecamor-3            | 1200/392                    | 2026            |                  | plánováno | 1060             | 1200             |
| Mochovce-1           | 440/213                     | 1983            | 1998             | v provozu (plánované uzavření v roce 2058)                                                                                  | 470              | 500              |
| Mochovce-2           | 440/213                     | 1983            | 1999             | v provozu (plánované uzavření v roce 2059)                                                                                  | 470              | 500              |
| Mochovce-3           | 440/213                     | 1987            | 2023             | v provozu (plánované uzavření v roce 2083)                                                                                  | 440              | 471              |
| Mochovce-4           | 440/213                     | 1987            | 2025             | ve výstavbě | 440              | 471              |
| Muria-1              | 1200/?                      | ?               | ?                | plánováno | 1060             | 1200             |
| Muria-2              | 1200/?                      | ?               | ?                | plánováno | 1060             | 1200             |
| Muria-3              | 1200/?                      | ?               | ?                | plánováno | 1060             | 1200             |
| Muria-4              | 1200/?                      | ?               | ?                | plánováno | 1060             | 1200             |
| Ninh Thuan-1         | 1000/428                    | -               | -                | plán na výstavbu zrušen v roce 2016                                                                                         | 950              | 1000             |
| Ninh Thuan-2         | 1000/428                    | -               | -                | plán na výstavbu zrušen v roce 2016                                                                                         | 950              | 1000             |
| Novočerkassk-1       | 1300/?                      | ?               | 2036             | plánováno | 1115             | 1255             |
| Novočerkassk-2       | 1300/?                      | ?               | 2038             | plánováno | 1115             | 1255             |
| Novovoroněž-1        | 210                         | 1957            | 1964             | uzavřena v roce 1988 | 197              | 210              |
| Novovoroněž-2        | 365                         | 1964            | 1969             | uzavřena v roce 1990 | 336              | 365              |
| Novovoroněž-3        | 440/179                     | 1967            | 1971             | uzavřena 25. 12. 2016 | 385              | 417              |
| Novovoroněž-4        | 440/179                     | 1967            | 1972             | uzavřena v roce 2017, prodloužena životnost v roce 2018, (plánované uzavření 2033)                                          | 385              | 417              |
| Novovoroněž-5        | 1000/187                    | 1974            | 1980             | v provozu (plánované uzavření v roce 2040)                                                                                  | 950              | 1000             |
| Novovoroněž II-1     | 1200/392M                   | 2008            | 2017             | v provozu (plánované uzavření v roce 2117)                                                                                  | 1114             | 1200             |
| Novovoroněž II-2     | 1200/392M                   | 2009            | 2019             | v provozu (plánované uzavření v roce 2119)                                                                                  | 1114             | 1200             |
| Novovoroněž II-3     | 1300/510                    | ?               | 2037             | plánováno | 1115             | 1255             |
| Novovoroněž II-4     | 1300/510                    | ?               | ?                | plánováno | 1115             | 1255             |
| Oděsa-1              | 1000/320                    | 1980            | -                | výstavba zrušena v roce 1986                                                                                                | 900              | 940              |
| Oděsa-2              | 1000/320                    | 1982            | -                | výstavba zrušena v roce 1986                                                                                                | 900              | 940              |
| Ostrovets-1          | 1200/491                    | 2013            | 2020             | v provozu | 1109             | 1194             |
| Ostrovets-2          | 1200/491                    | 2014            | 2023             | v provozu od 13. 5. 2023 | 1109             | 1194             |
| Paks-1               | 440/213                     | 1974            | 1982             | v provozu (plánované uzavření v roce 2042)                                                                                  | 470              | 500              |
| Paks-2               | 440/213                     | 1974            | 1984             | v provozu (plánované uzavření v roce 2044)                                                                                  | 473              | 500              |
| Paks-3               | 440/213                     | 1979            | 1986             | v provozu (plánované uzavření v roce 2046)                                                                                  | 473              | 500              |
| Paks-4               | 440/213                     | 1979            | 1987             | v provozu (plánované uzavření v roce 2047)                                                                                  | 473              | 500              |
| Paks-5               | 1200/527                    | ?               | 2027             | uzavřena smlouva na stavbu, zajištěno financování                                                                           | 1109             | 1194             |
| Paks-6               | 1200/527                    | ?               | 2027             | uzavřena smlouva na stavbu, zajištěno financování                                                                           | 1109             | 1194             |
| Primorsk-1           | S-600                       | ?               | 2039             | plánováno | ?                | 600              |
| Primorsk-2           | S-600                       | ?               | 2042             | plánováno | ?                | 600              |
| Rheinsberg-1         | 70                          | 1960            | 1966             | uzavřena v roce 1990 | 62               | 70               |
| Ropur-1              | 1200/523                    | 2017            | 2023             | ve výstavbě, v roce 2011 podepsána smlouva, roku 2013 zajištěno financování                                                 | 1050             | 1150             |
| Ropur-2              | 1200/523                    | 2018            | 2024             | ve výstavbě, v roce 2011 podepsána smlouva, roku 2013 zajištěno financování                                                 | 1050             | 1150             |
| Rostov-1             | 1000/320                    | 1981            | 2001             | v provozu (plánované uzavření v roce 2061)                                                                                  | 950              | 1000             |
| Rostov-2             | 1000/320                    | 1983            | 2010             | v provozu (plánované uzavření v roce 2070)                                                                                  | 950              | 1000             |
| Rostov-3             | 1000/320+                   | 2009            | 2015             | v provozu (plánované uzavření v roce 2075)                                                                                  | 1011             | 1070             |
| Rostov-4             | 1000/320+                   | 2010            | 2018             | v provozu (plánované uzavření v roce 2078)                                                                                  | 1011             | 1070             |
| Rovno-1              | 440/213                     | 1973            | 1980             | v provozu (plánované uzavření v roce 2040)                                                                                  | 381              | 420              |
| Rovno-2              | 440/213                     | 1973            | 1981             | v provozu (plánované uzavření v roce 2041)                                                                                  | 376              | 415              |
| Rovno-3              | 1000/320                    | 1980            | 1986             | v provozu (plánované uzavření v roce 2046)                                                                                  | 950              | 1000             |
| Rovno-4              | 1000/320                    | 1986            | 2004             | v provozu (plánované uzavření v roce 2064)                                                                                  | 950              | 1000             |
| Rovno-5              | 1000/320                    | -               | -                | plánovaná stavba zrušena v roce 1990                                                                                        | 950              | 1000             |
| Rovno-6              | 1000/320                    | -               | -                | plánovaná stavba zrušena v roce 1990                                                                                        | 950              | 1000             |
| Smolensk II-1        | 1300/510                    | ?               | 2033             | plánováno | 1115             | 1255             |
| Smolensk II-2        | 1300/510                    | ?               | 2034             | plánováno | 1115             | 1255             |
| Smolensk II-3        | 1300/510                    | ?               | ?                | plánováno | 1115             | 1255             |
| Smolensk II-4        | 1300/510                    | ?               | ?                | plánováno | 1115             | 1255             |
| Stendal-1            | 1000/320                    | 1982            | -                | výstavba zrušena v roce 1991                                                                                                | 900              | 970              |
| Stendal-2            | 1000/320                    | 1984            | -                | výstavba zrušena v roce 1991                                                                                                | 900              | 970              |
| Stendal-3            | 1000/320                    | -               | -                | plán na výstavbu zrušen v roce 1991                                                                                         | 950              | 1000             |
| Stendal-4            | 1000/320                    | -               | -                | plán na výstavbu zrušen v roce 1991                                                                                         | 950              | 1000             |
| Tatarstán-1          | 1000/320                    | 1987            | (1992)           | stavba zastavena roku 1993; okolo roku 2000 uvažováno o dostavbě                                                            | 950              | 1000             |
| Tatarstán-2          | 1000/320                    | 1988            | (1994)           | stavba zastavena roku 1993; okolo roku 2000 uvažováno o dostavbě                                                            | 950              | 1000             |
| Tatarstán-3          | 1000/320                    | -               | -                | stavba nezahájena, projekt zrušen roku 1993; okolo roku 2000 uvažováno o dostavbě                                           | 950              | 1000             |
| Tatarstán-4          | 1000/320                    | -               | -                | stavba nezahájena, projekt zrušen roku 1993; okolo roku 2000 uvažováno o dostavbě                                           | 950              | 1000             |
| Temelín-1            | 1000/320Č                   | 1987            | 2000             | v provozu (plánované uzavření v roce 2060 nebo 2080)                                                                        | 1026             | 1080             |
| Temelín-2            | 1000/320Č                   | 1987            | 2002             | v provozu (plánované uzavření v roce 2062 nebo 2082)                                                                        | 1026             | 1080             |
| Temelín-3            | 1000/320Č                   | -               | -                | v březnu 1990 stavba zastavena, dostavba s jiným typem reaktoru plánována po dostavbě Dukovan                               | 892              | 972              |
| Temelín-4            | 1000/320Č                   | -               | -                | v březnu 1990 stavba zastavena, dostavba s jiným typem reaktoru plánována po dostavbě Dukovan                               | 892              | 972              |
| Tianwan-1            | 1000/428                    | 1999            | 2006             | v provozu (plánované uzavření v roce 2066)                                                                                  | 933              | 1000             |
| Tianwan-2            | 1000/428                    | 2000            | 2007             | v provozu (plánované uzavření v roce 2067)                                                                                  | 933              | 1000             |
| Tianwan-3            | 1000/428M                   | 2012            | 2017             | v provozu (plánované uzavření v roce 2077)                                                                                  | 990              | 1060             |
| Tianwan-4            | 1000/428M                   | 2013            | 2018             | v provozu (plánované uzavření v roce 2078)                                                                                  | 990              | 1060             |
| Tianwan-7            | 1200/491                    | 2021            | 2027             | ve výstavbě | 1150             | 1200             |
| Tianwan-8            | 1200/491                    | 2022            | 2028             | ve výstavbě | 1150             | 1200             |
| Xudabao-3            | 1200/491                    | 2021            | 2027             | ve výstavbě | 1150             | 1200             |
| Xudabao-4            | 1200/491                    | 2022            | 2028             | ve výstavbě | 1150             | 1200             |
| Záporoží-1           | 1000/320                    | 1980            | 1984             | v provozu (plánované uzavření v roce 2044)                                                                                  | 950              | 1000             |
| Záporoží-2           | 1000/320                    | 1981            | 1985             | v provozu (plánované uzavření v roce 2045)                                                                                  | 950              | 1000             |
| Záporoží-3           | 1000/320                    | 1982            | 1986             | v provozu (plánované uzavření v roce 2046)                                                                                  | 950              | 1000             |
| Záporoží-4           | 1000/320                    | 1983            | 1987             | v provozu (plánované uzavření v roce 2047)                                                                                  | 950              | 1000             |
| Záporoží-5           | 1000/320                    | 1985            | 1989             | v provozu (plánované uzavření v roce 2049)                                                                                  | 950              | 1000             |
| Záporoží-6           | 1000/320                    | 1986            | 1995             | v provozu (plánované uzavření v roce 2055)                                                                                  | 950              | 1000             |
| Żarnowiec-1          | 440/213                     | 1983            | -                | výstavba zrušena v roce 1990 (obnova s jinými reaktory je plánována)                                                        | 440              | 465              |
| Żarnowiec-2          | 440/213                     | 1983            | -                | výstavba zrušena v roce 1990                                                                                                | 440              | 465              |
| Żarnowiec-3          | 440/213                     | -               | -                | plánovaná výstavba zrušena v roce 1990                                                                                      | 440              | 465              |
| Żarnowiec-4          | 440/213                     | -               | -                | plánovaná výstavba zrušena v roce 1990                                                                                      | 440              | 465              |

| Legenda: | v provozu | uzavřena | ve výstavbě/plánováno | navrhnuto | výstavba zrušena |

| Stát      | v provozu | uzavřeno | ve výstavbě | výstavba zrušena |
| --------- | --------- | -------- | ----------- | ---------------- |
| Rusko     | 22        | 3        | 2           | 10               |
| Ukrajina  | 15        | 0        | 1           | 15               |
| Česko     | 6         | 0        | 0           | 2                |
| Maďarsko  | 4         | 0        | 2           | 0                |
| Slovensko | 4         | 2        | 2           | 0                |
| Čína      | 4         | 0        | 4           | 0                |
| Indie     | 2         | 0        | 4           | 0                |
| Finsko    | 2         | 0        | 0           | 1                |
| Bulharsko | 2         | 4        | 0           | 2                |
| Írán      | 1         | 0        | 2           | 0                |
| Arménie   | 1         | 1        | 0           | 0                |
| Turecko   | 0         | 0        | 4           | 0                |
| Bělorusko | 2         | 0        | 0           | 0                |
| Vietnam   | 0         | 0        | 0           | 2                |
| Bangladéš | 0         | 0        | 2           | 0                |
| Jordánsko | 0         | 0        | 0           | 2                |
| Polsko    | 0         | 0        | 0           | 4                |
| Kuba      | 0         | 0        | 0           | 4                |
| Německo   | 0         | 7        | 0           | 6                |
| CELKEM:   | 56        | 16       | 42          | 41               |

| VVER-210  | 2  | 1,3 %  |
| VVER-365  | 1  | 0,7 %  |
| VVER-440  | 48 | 31,0 % |
| VVER-1000 | 83 | 53,5 % |
| VVER-1200 | 19 | 12,3 % |
| VVER-1300 | 2  | 1,3 %  |